# 姑娘橋駅
姑娘橋駅（こじょうきょうえき）は、中華人民共和国浙江省杭州市蕭山区にある杭州地下鉄5号線および紹興軌道交通1号線の駅。

## 歴史
- 2020年4月3日：杭州地下鉄5号線の駅として開業[1]。
- 2021年6月28日：紹興軌道交通1号線の駅が開業し、乗換駅となる[2]。

## 駅構造
改札口が1階に位置しており杭州5号線のホームが地下1階、紹興1号線のホームが地下2階にある。またいずれも1面2線の島式ホームの構造をしている。

### のりば

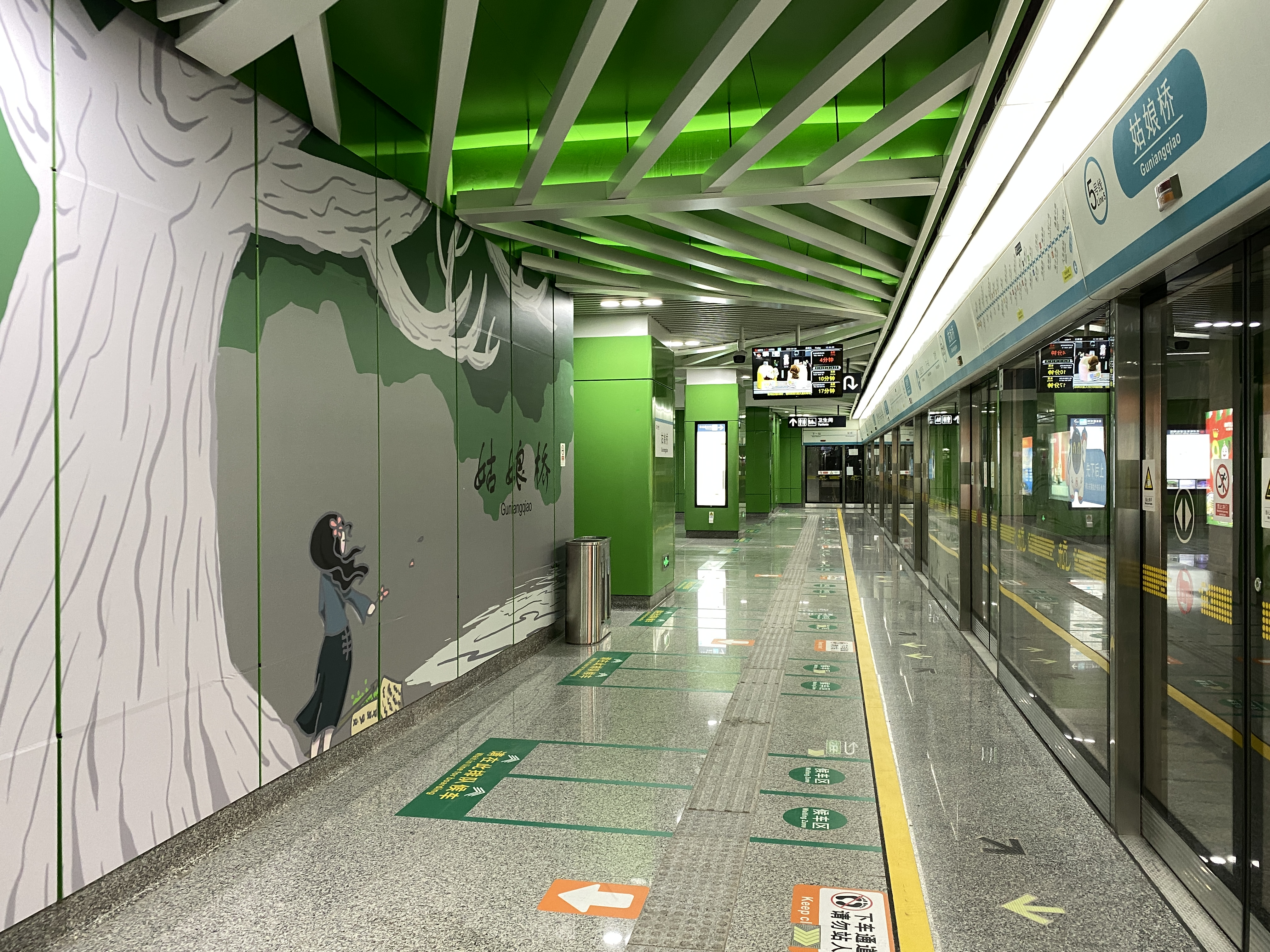
杭州5号線ホーム
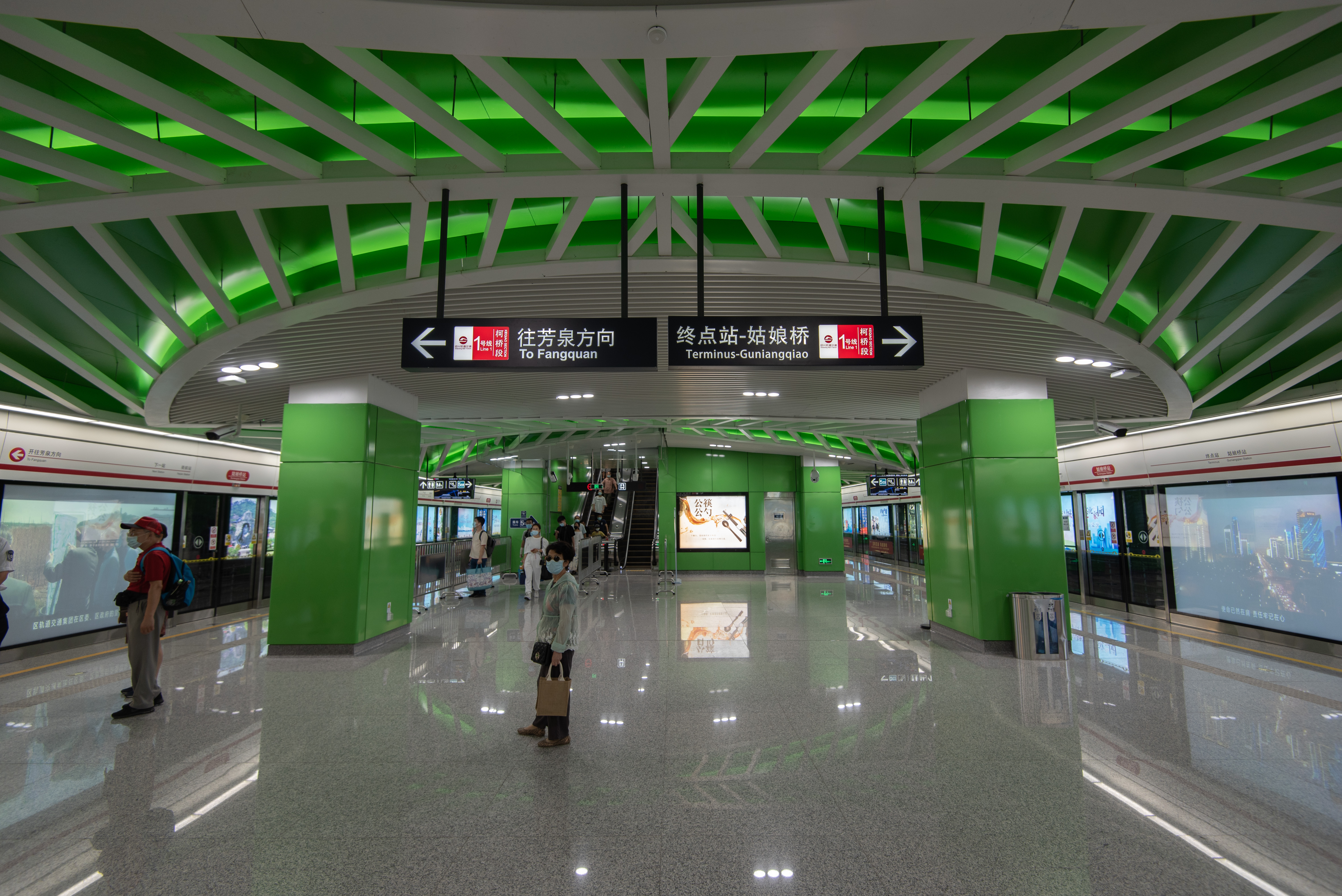
紹興1号線ホーム

| 番線                       | 路線                | 行先                       |
| -------------------------- | ------------------- | -------------------------- |
| 杭州5号線ホーム（地下1階） |                     |                            |
| 西方面                     | ■ 杭州地下鉄5号線   | 火車南站・城站・南湖東方面 |
| -                          | ■ 杭州地下鉄5号線   | 降車ホーム                 |
| 紹興1号線ホーム（地下2階） |                     |                            |
| -                          | ■ 紹興軌道交通1号線 | 降車ホーム                 |
| 南方面                     | ■ 紹興軌道交通1号線 | 黄酒小鎮・火車站・芳泉方面 |

- 杭州5号線ホーム
- 紹興1号線ホーム

## 隣の駅
杭州地下鉄
■ 5号線
双橋駅 - 姑娘橋駅
紹興軌道交通
■ 1号線
姑娘橋駅 - 衙前駅